# Садовская, Ольга Александровна (шашистка)
 Ольга Александровна Садовская  (бел. Вольга Аляксандраўна Садоўская; 30 апреля 1967 Минск, БССР, СССР — 24 сентября 2019) — советская белорусская шашистка, чемпионка Белоруссии по международным шашкам 2013 года среди женщин. Участница чемпионата Европы 2012 года (6 место). Международный мастер. Тренировала Андрея Валюка.
Сестра-близнец многократной чемпионки мира по международным шашкам Зои Голубевой.
Отец Зои и Ольги Садовских, кандидат в мастера спорта Александр Садовский, с малолетства приучал дочерей к шашкам. Тренировалась у Михаила Каца.